# Shimbiris
De Shimbiris is de hoogste berg in Somalië, 2.460 m. De berg ligt in het noorden van Somalië, in de Sanaag regio.